# Bretonnières
Bretonnières là một đô thị thuộc huyện hành chính Orbe, bang Vaud, Thụy Sĩ.